# Плановане застарівання
Плановане, заплановане або планове застарівання — навмисне створення товару так, що він через певний час став застарілим чи непридатним до використання.
Заплановане застарівання має потенційний плюс для виробника, бо його товар ламається, і споживач змушений купити товар знову або від того ж самого виробника (змінна частина або новіша модель) або від конкурента, який також може вдатися до планового застарівання або, навпаки, відмовитися від планового застарівання.
Мета запланованого застарівання полягає в приховуванні реальної вартості (інформаційна асиметрія) використання товару від споживача і в завищенні ціни на товар більш ніж споживачі бажали б заплатити (або хотіли витратити одномоментно).
Для промисловості заплановане застарівання стимулює запити, заохочуючи покупців купити швидше, якщо вони хочуть мати дієвий товар.
Є, однак, і зворотна реакція споживачів, які дізнаються, що виробник вкладав гроші (їхні гроші) в те, щоб зробити товар швидше застарілим. Такі споживачі могли б вибрати виробника (якщо такий існує), який пропонує більш надійну альтернативу.
Плановане застарівання було вперше розвинене в 1920—1930-х роках, коли в практику промислового виробництва було впроваджено потокове виробництво, і кожна хвилина виробничого процесу була піддана аналізу.
Оцінки запланованого застарівання можуть впливати на рішення компанії-виробника про розробку товару. Компанія може використовувати при цьому найдешевші компоненти, яких, однак, буде достатньо для запланованого життя товару. Такі рішення — частина ширшої дисципліни, відомої як функціонально-вартісний аналіз.
Використання запланованого застарівання не завжди легко точно визначити, і це пов'язано з іншими проблемами, такими, як конкурентні технології або додавання функціональності (фічеманія), яке розширює функціональні можливості в новіших версіях продукту.

## Прихильники та противники
Прихильники стверджують, що це прискорює технічний прогрес і сприяє матеріальному добробуту. Вони стверджують, що ринкова структура запланованого застарівання і швидких нововведень може бути прийнятнішою для товарів на довгий час і повільних нововведень. У швидкоплинній конкурентоспроможній промисловості ринковий успіх вимагає, щоб продукти швидше ставали застарілими, при активному розвитку заміни. А очікування конкурента, щоб він зробив застарілим товар, є вірною гарантією майбутньої поразки.
Головна думка противників запланованого застарівання не в існуванні цього процесу, а в його відтермінуванні. Вони стурбовані тим, що удосконалення техніки не застосовується навіть при тому, що воно могло б бути. Їх хвилює те, що фірми можуть утриматися від розвитку нових товарів, або відкладуть їхню появу через те, що новий товар функціонально замінює собою старіший товар. Наприклад, якщо період окупності для товару становить п'ять років, фірма могла б утриматися від створення нового товару протягом, принаймні, цих п'яти років навіть при тому, що для них може бути можливо почати виробництво через три роки. Ця відстрочка здійсненна тільки в монополістичних або олігополістичних ринках. У більш конкурентних ринках суперницькі фірми скористаються цією відстрочкою, і почнуть виробляти свої власні товари.

## Технічне і функціональне застарівання
Проєкт більшості товарів включає очікуване середнє життя товару, яка впливає на всі подальші стадії розвитку. Через це потрібно раннє рішення (особливо в складному проєкті) на який термін все це розроблено, для того, щоб кожна деталь могла бути зроблена по цій вимозі.
Плановане застарівання робить вартість ремонту порівнянною з вартістю заміни (через запланований проміжок часу) або товар не буде обслуговуватися цілком або частково. Певний товар взагалі може бути створений необслуговуваним (попри те, що це може бути все-таки можливо). Створення нових ліній для товару, який несумісний з якихось причин зі старим товаром, швидко робить старий товар застарілим, що форсує його заміну.
Заплановане функціональне застарівання — тип технічного застарівання, в якому компанії вводять нову технологію, яка цілком замінює стару. У старих товарів немає тих же самих функціональних можливостей як у нових. Наприклад компанія, яка продавала відеомагнітофони, одночасно розробляючи пристрої запису DVD, брала участь у запланованому застаріванні. Вона активно планувала зробити свій наявний товар (відеокасети) застарілим, розвиваючи заміну (записувані DVD) з великими функціональними можливостями (краща якість запису). Супутні товари, які є необхідними доповненнями (комплементами) до старих товарів, також стають застарілими з введенням нових товарів. Наприклад утримувачів відеокасет чекала та ж сама доля як і відеокасети та відеомагнітофон.